# Tofalars
Cet article concerne le peuple tofalar. Pour la langue tofalare, voir Tofalar.
Les Tofalars constituent un peuple turc de l'oblast d'Irkoutsk en Sibérie, vivant dans la région de Tofalarie.